# Puruszhanda

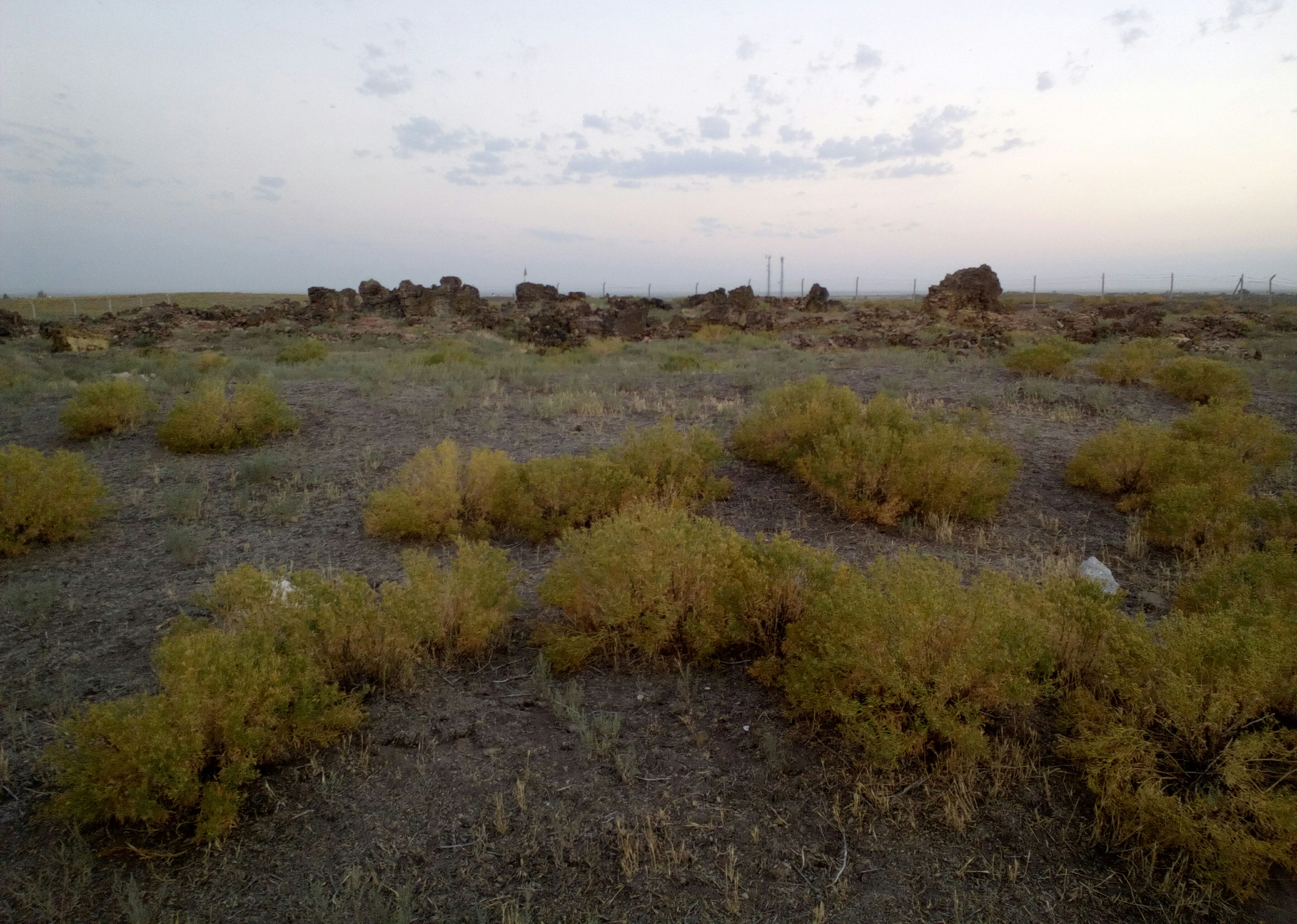
Acem Höyük fellegvára

Puruszhanda (vagy Parszuhanta, hettita KUR URUParšuḫanta vagy KUR URUPurušḫanda, óasszír Purushattum, Puruš-Ḫattum) a Tuz-tótól délkeletre, a mai Aksaraytól 16 km-re északnyugatra elhelyezkedő település, és az általa vezetett korai hettita városkirályság neve. A mai Törökország Aksaray tartományában Yeşilova településsel azonos. Régészeti lelőhelyként az i. e. 3. évezredből származnak legkorábbi leletei. Első említései az i. e. 23. századból származnak, és uralkodóinak asszír nevei, magának a városnak az asszír neve, valamint az óasszír kor dokumentumai elárulják, hogy ez a város is asszír kereskedő kolónia lehetett eredetileg. Az i. e. 18. századi említése más korai hettita királyságokkal, a kusszarai vagy hattuszaszi uralkodókkal történt összetűzéseiről számolnak be. A település neve kissé változott az idők során. A korai hettita (nāšili) írásokban pu-ru-uš-ḫa-an-da (például az Anittasz-feliratban), később pu-u-ru-uš-ḫa-an-da, de ezek majdnem fél évezreddel későbbiek (például a CTH#13-ban, ami egy korai történetet mesél el jóval későbbi leírásban). A kettő között viszont Telipinusz uralkodása idején feltűnik egy Paršuḫanta alak is.
A Sarrukínnal kapcsolatos források jóval későbbi eredetűek, Hattuszaszból és az Amarna-levelekből ismertek. A bennük előforduló személynevek óbabiloniak, de az isten- és helységnevek óakkád formájúak. Ezért az iratok régebbi dokumentumok aktualizált másolatai lehetnek. Ezekben az olvasható, hogy Sarrukínt a puruszhandai asszír kereskedők kérték fel, hogy a város uralkodójával, Nur-Dagannal szemben lépjen fel. Sarrukín legyőzte Nur-Dagant. Könnyen elképzelhető azonban, hogy eredetileg I. Sarrukín asszír királyról van szó benne, aki tudvalevőleg részt vett az óasszír kereskedelemben, sőt mindhárom fia (II. Puzur-Assur, Adua és Ezi) neve is megjelenik a kereskedelmi dokumentumokban, ráadásul Puzur-Assurt éppen Narám-Szín nevű fia követte. Ezt erősíti, hogy az Acemhöyükben feltárt óasszír szövegekben is az asszír Sarrukínt alig egy évszázaddal követő I. Samsi-Adad tűnik fel, míg az akkád Sarrukíntól számított fél évezrednél is hosszabb időből nincs semmi. Feltehetően három másik asszír uralkodót követően maguk az asszírok is összekeverték az akkád királyt az asszírral. Ugyanennek a kornak további személyei is megjelennek a dokumentumokban, úgymint Zimrí-Lim leánya, vagy a karkemisi Aplahanda és mama királya, Anum-Hirbisz. Ezek a táblák valamennyien az óasszír kereskedelem korában keletkeztek, és semmi sem utal ennél korábbi írásbeliségre.
A város hettita nyelvű szövegben még egy jó évszázaddal később, az i. e. 18. század második felében szerepel. Anittasz dokumentumában (CTH#1) tűnik fel, amelyben a második hattuszaszi hadjárata után Szalativara mellett Puruszhanda elfoglalásáról is szó esik. Uralkodóját csak nagyherceg (rubāʾum és rabiʾum) címmel illeti, a nevét a nem közli. Anittasz viszont a hadjárat után átvette a puruszhandai király titulusát, és attól kezdve ő is nagyherceg lett. Ezért elég sok történeti munka puruszhandai királyságról beszél. Mások szerint a Telipinusz korából ismert Paršuḫanta nem azonos Purušḫanda településsel, így az egy másik királyság kicsit későbbi neve.
Ugyanígy a puruszhandai fejedelem ajándékai, a vastrón és a vasjogar is a királyságot, annak tartósságát szimbolizálták. Halmaszuit, a Trónistennő kultusza legitimációs tényezővé is vált,  ezért Puruszhandát a korai korszak nagyon jelentős államának kell tekinteni, amely I. Sarrukín asszír király uralkodásának idejétől (i. e. 20. század második fele) jó három évszázadon át a térség vezető hatalma volt. Kereskedelme elsősorban Észak-Szíria felé irányult, ahová lapis lazulit, mindenféle kristályokat, fémtermékeket és kővázákat szállítottak. Virágkora Kanis kárum IB rétegével egy idős, az i. e. 18. század első felére tehető. A puruszhandai palota – ma Sarıkaya – építését a dendrokronológia segítségével i. e. 1791±37-re datálták, így legalább 61 évvel a kanisi Varszamasz palotája után épült, ugyanazzal a technikával. A palota kora képzi az Acemhöyük III. réteget, amely a Kanis IB-vel egyidőben elpusztult. Ez köthető Anittaszhoz. A rommező nagy területű, 700×600 méteres. A palotadombtól 500 méterre a temetőt is megtalálták. A 2005-ös ásatások során a településhez vezető, 1,4–1,8 méter széles, kövezett út maradványait is megtalálták.
Puruszhanda I. Labarnasz idején hercegséggé vagy kormányzósággá alakult, mivel a CTH#19 katalógusszámú, „Telipinusz törvényei” címen ismert dokumentum Parszuhanta néven felsorolja azon városok között, ahová a király fiai a kormányzói székhelyeket telepítették.
Feltárása és azonosítása az 1960-as években történt. 1962-től Nimet Özgüç, 1989-től Aliye Öztan vezeti az ásatásokat.
Részlet a CTH#1-ből:
| Eredeti szöveg | Magyarul |
| --- | --- |
| (19§) 73 ma-a-an × × [(la-aḫ-ḫa pa-a-un)] (19§) 74 nu LÚ URUPu-ru-š-ḫa-a[(n-da kat-ti-mi ḫe-en-ku-m)u-uš] (19§) 75 šū I GIŠŠÚ.A.AN.BAR I PA.GAM AN.BAR [(ḫé-en-gur ú-da-aš)] (19§) 76 ma-a-an a-ap-pa-ma URUNe-e-ša [ú-ya-n(u-un)] (19§) 77 nụ LÚ URUPu-ru-uš-ḫa-an-da kat-tim-mi [(pe-e-ḫu-te-nu-un)] (19§) 78 mạ-a-an tu-un-na-ki-iš-na-ma pa-iz-zi a-p[(a-a-ša)] (19§) 79 pệ-ẹ-ra-am-mi-it ku-un-na-az e-ša-ri | 73 Amikor mentem (...) a hadjáratra, 74 puruszhandai ember ajándékot hozott nekem. 75 Hozott nekem egy vastrónt és egy vasjogart, mint ajándék. 76 Amikor visszatértem Neszába, 77 a puruszhandai férfi velem tartott. 78 Amikor trónom(on) ülök belső szobámban, 79 ő előttem ül a jobb oldalon. |

Ismert uralkodói:
- Iškur-(...); Sarrukín akkád király vagy I. Sarrukín asszír király kortársa i. e. 23. század vagy i. e. 19. század
- Nur-Dagan (vagy Núr-Daggal); „Sarrukín” kortársa
- név nélküli Nagy Király i. e. 18. század vége[10]